# Killing Season
Killing Season ist ein belgisches Filmdrama von Mark Steven Johnson aus dem Jahr 2013 mit Robert De Niro und John Travolta in den Hauptrollen.

## Handlung
Benjamin Ford war als US-Offizier im Rahmen eines NATO-Einsatzes im Bosnienkrieg. Dort hat seine Einheit Mitglieder einer serbischen Sondereinheit festgenommen, die Kriegsverbrechen begangen hatten. Als die Serben nicht bestraft, sondern nach wenigen Tagen wieder freigelassen wurden, haben Ford und seine Kameraden die Serben hingerichtet. 18 Jahre später lebt Ford als Einsiedler in der US-Wildnis. Dort taucht eines Tages Emil Kovac auf. Er war ein Mitglied der Sondereinheit und hat als einziger die Hinrichtung schwer verletzt überlebt. Jetzt will er sich an Ford rächen. Es beginnt eine mörderische Jagd, in deren Verlauf die Rolle von Jäger und Gejagtem mehrfach wechselt. Am Ende haben beide Männer erkannt, dass der Tod des jeweils anderen sie nicht von ihrer Schuld befreien würde, die sie durch ihre im Krieg begangenen Taten auf sich geladen haben, und gehen auseinander.

## Hintergrund
An der Realisierung von Killing Season waren die Filmproduktionsgesellschaften Millennium Films, Corsan, Nu Image Films und Promised Land Productions beteiligt.
Für den Film war anfangs der Titel Shrapnel geplant. Der bezog sich auf den Granatsplitter in Fords Bein. Anstelle von Robert De Niro war Nicolas Cage für dessen Rolle vorgesehen. Regisseur John McTiernan wurde durch Mark Steven Johnson ersetzt, da McTiernan eine Haftstrafe antreten musste.
Der Kinostart des Films in den USA erfolgte am 12. Juli 2013; in Deutschland erschien er am 29. November 2013 direkt auf Blu-Ray und DVD.

## Rezeption
Killing Season wurde überwiegend negativ bewertet. Bei Rotten Tomatoes erreichte der Film bei lediglich 10 Prozent der Rezensenten eine positive Bewertung.